# Фронхофен (Кузел)
Фронхофен (њем. Frohnhofen) општина је у њемачкој савезној држави Рајна-Палатинат. Једно је од 98 општинских средишта округа Кузел. Према процјени из 2010. у општини је живјело 567 становника. Посједује регионалну шифру (AGS) 7336027.

## Географски и демографски подаци
Фронхофен се налази у савезној држави Рајна-Палатинат у округу Кузел. Општина се налази на надморској висини од 310 метара. Површина општине износи 3,9 km². У самом мјесту је, према процјени из 2010. године, живјело 567 становника. Просјечна густина становништва износи 147 становника/km².